# Ivana Habazin
Ivana Habazin (* 22. Oktober 1989 in Zagreb, Kroatien) ist eine kroatische Profiboxerin. Sie ist ehemalige IBO-Weltmeisterin im Mittelgewicht und ehemalige Weltmeisterin der IBF und WBC im Weltergewicht.

## Karriere
Habazin begann erst im Alter von 19 Jahren mit dem Boxen und wurde bei den Amateuren 2009 und 2010 jeweils Kroatische Vizemeisterin im Mittelgewicht. im Juni 2010 bestritt sie ihr Profidebüt und blieb in zehn Kämpfen ungeschlagen, ehe sie am 22. März 2013 in Berlin beim Kampf um die IBF-Weltmeisterschaft im Weltergewicht nach Punkten gegen die Serbin Eva Bajic unterlag.
Nach zwei weiteren Siegen boxte sie am 22. März 2014 in Herstal erneut um den IBF-Weltmeistertitel und siegte dabei nach Punkten gegen die Belgierin Sabrina Giuliani. In einem anschließenden Titel-Vereinigungskampf am 13. September 2014 in Kopenhagen verlor sie dann nach Punkten gegen die norwegische WBC-, WBA- und WBO-Titelträgerin Cecilia Brækhus. Einen weiteren WM-Kampf, um den WBC-Titel im Halbmittelgewicht, verlor sie am 23. April 2016 in Stockholm durch TKO gegen die Schwedin Mikaela Laurén.
In ihren folgenden fünf Kämpfen blieb sie wieder ungeschlagen und gewann dabei am 16. März 2018 in Wien den IBO-Weltmeistertitel im Mittelgewicht, nachdem ihr ein TKO-Sieg gegen die Georgierin Elene Sikmashvili gelungen war. Weiters gewann sie eine Titelverteidigung gegen Gifty Ankrah aus Ghana und siegte auch in einem Rückkampf gegen Eva Bajic. Am 10. Januar 2020 konnte sie im Halbmittelgewicht gegen die US-amerikanische WBC- und WBO-Weltmeisterin Claressa Shields antreten, verlor den Kampf jedoch in Atlantic City nach Punkten. Bei der europäischen Olympiaqualifikation 2020 in London verlor sie im Weltergewicht startend im Achtelfinale gegen die Französin Emilie Sonvico.
Nach drei weiteren Kämpfen gewann sie am 20. April 2024 in Zagreb mit einem Punktsieg gegen die Ungarin Kinga Magyar den WBC-Weltmeistertitel im Weltergewicht, den sie am 14. Dezember 2024 in Liverpool durch eine Punktniederlage an die britische IBF-Weltmeisterin Natasha Jonas verlor.

## Sonstiges
Habazin wuchs mit ihrem Bruder Stjepan bei ihrer Mutter in Zlatar auf, lebte bis zu ihrem Abitur vier Jahre in einem Kloster und schrieb sich dann in der Katholischen Universität ein, wo sie Philosophie und Theologie studierte. Ihr Vater starb bei einem Verkehrsunfall, als sie zehn Monate alt war.
Ein 32-minütiger Dokumentarfilm über ihren sportlichen Werdegang erschien 2017 unter dem Titel „The Zero Dollar Girl“ beim internationalen Dokumentarfilmfestival ZagrebDox.